# Adiantum elegantulum
Adiantum elegantulum är en kantbräkenväxtart som beskrevs av William Ralph Maxon. Adiantum elegantulum ingår i släktet Adiantum och familjen Pteridaceae. Inga underarter finns listade.